# Floribella 2: É pra Você Meu Coração
Floribella 2: É pra Você Meu Coração è la colonna sonora della seconda stagione della telenovela brasiliana Floribella, pubblicato il 20 marzo 2006 nelle città di Rio de Janeiro e San Paolo e il 25 marzo dello stesso anno nelle altre città del Brasile. Fu pubblicato per la Universal Music in collaborazione con Cris Morena e RGB Entertainment. Il disco ha venduto più di 160 000 copie e ha ricevuto il disco d'oro in Brasile.
La maggior parte delle canzoni sono cantate dalla protagonista della serie Juliana Silveira, ma anche da altri artisti della serie come Mário Frias, Letícia Colin, Maria Carolina Ribeiro e Bruno Miguel.

## Tracce
1. Juliana Silveira – É pra você meu coração – 2:48 (Cris Morena, Carlos Nilson e Rick Bonadio)
2. Juliana Silveira e Mário Frias – Coisas que odeio em você – 3:14 (Cris Morena, Carlos Nilson e Rick Bonadio)
3. Juliana Silveira – Te sinto – 3:05 (Cris Morena, Carlos Nilson e Rick Bonadio)
4. Juliana Silveira – O que esconde o conde – 3:05 (Cris Morena, Carlos Nilson e Rick Bonadio)
5. Juliana Silveira – Ding Dong – 3:04 (Cris Morena, Lorenzo, Florencia Ciarlo e Rick Bonadio)
6. Letícia Colin – Desde que te Vi – 4:00 (Cris Morena, Marcelo Wengrovski e Rick Bonadio)
7. Juliana Silveira – Eu posso, você também – 2:45 (Cris Morena, Carlos Nilson e Rick Bonadio)
8. Maria Carolina Ribeiro – Caprichos – 3:17 (Marcelo Wengrovski e Clio)
9. Juliana Silveira – Flores Amarelas – 3:39 (Cris Morena, Carlos Nilson e Rick Bonadio)
10. Juliana Silveira – Você vai Voltar – 3:35 (Cris Morena, Marcelo Wengrovski e Rick Bonadio)
11. Juliana Silveira – Há uma Lenda – 4:06 (Lopez Rossi, Pablo Durand, Cris Morena e Rick Bonadio)
12. Juliana Silveira e Bruno Miguel – Vem Dançar – 3:13 (Lopez Rossi, Pablo Durand, Cris Morena e Rick Bonadio)
13. Juliana Silveira – País das Águas – 3:39 (Cris Morena e Rick Bonadio)